# Percnia interfusa
Percnia interfusa là một loài bướm đêm trong họ Geometridae.